# Indianapolis Colts 2000
La stagione 2000 degli Indianapolis Colts è stata la 47ª della franchigia nella National Football League, la 17ª con sede a Indianapolis. I Colts conclusero con un record di 10 vittorie e 6 sconfitte, terminando al secondo posto della AFC East e centrando l'accesso ai playoff per il secondo anno consecutivo. La loro stagione si chiuse con una sconfitta contro i Dolphins nel turno delle wild card ai tempi supplementari.

## Roster
| Roster degli Indianapolis Colts nel 2000 |
| --- |
| Quarterback - 13 Kelly Holcomb - 18 Peyton Manning Running Back - 33 Karim Abdul-Jabbar - 30 Lennox Gordon - 36 Jim Finn FB - 32 Edgerrin James - 39 Paul Shields FB Wide Receiver - 84 E.G. Green - 88 Marvin Harrison - 15 Isaac Jones - 86 Jerome Pathon - 87 Chad Plummer - 80 Terrence Wilkins KR/PR Tight End - 85 Ken Dilger - 83 Josh Keur - 81 Marcus Pollard Offensive Linemen - 54 Phil Armour C - 78 Tarik Glenn T - 69 Ben Gilbert G - 74 Waverly Jackson T - 73 Adam Meadows T - 76 Steve McKinney G - 50 Larry Moore G - 63 Jeff Saturday C Defensive Linemen - 92 Chad Bratzke DE - 64 Larry Chester DT - 79 Bernard Holsey DE - 62 Ellis Johnson DT - 91 Chukie Nwokorie DE - 99 Brad Scioli DE - 90 Mark Thomas DT - 95 Bernard Whittington DE - 96 Josh Williams DT Linebacker - 97 Cornelius Bennett OLB - 51 Phil Glover OLB - 56 Dwight Hollier MLB - 94 Rob Morris MLB - 52 Mike Peterson OLB - 98 Sam Sword OLB - 55 Ratcliff Thomas OLB - 53 Marcus Washington OLB Defensive Back - 47 Billy Austin FS - 29 Jason Belser FS - 26 Tony Blevins CB - 20 Jeff Burris CB - 37 Chad Cota SS - 27 David Macklin CB - 31 Mustafah Muhammad CB - 38 Tyrone Poole CB Special Team - 17 Hunter Smith P - 48 Justin Snow LS - 12 Mike Vanderjagt K Lista delle riserve - 33 Karim Abdul-Jabbar RB (IR) - -- Rodregis Brooks DB (IR) - 1 Trevor Insley WR (IR) - 43 Kevin McDougal RB (IR) - 61 Rob Renes DT (IR) |
| Legenda - I rookie sono in corsivo. - Il primo ruolo è il principale mentre gli eventuali successivi indicano i ruoli secondari. - (IR) sta per Injured Reserve ed indica la lista ristretta per un solo giocatore infortunato che può tornare ad allenarsi dopo la settimana 6 e a rientrare in prima squadra dopo che questa ha giocato 8 partite. - (NF-Inj.) / (NF-Ill.) stanno rispettivamente per Non-Football Injured e Non-Football Illness ed indicano le liste dove viene inserito un giocatore che ha un infortunio o una malattia non dipendente dal football americano. - (PUP) sta per Physically Unable to Perform ed indica la lista dove viene inserito un giocatore mentre è in attesa di recuperare la condizione fisica. Nella stagione regolare dopo la sesta partita giocata dalla propria squadra, il giocatore ha tempo tre settimane per riprendere ad allenarsi, più tre settimane aggiuntive dal suo rientro agli allenamenti per rientrare in prima squadra. |

Fonte:

## Calendario
| Stagione regolare |                    |                         |                    |                    |                      |                    |                                            |          |
| Turno             | Data               | Avversario              | Risultato          | Record             | Stadio               | Ora (EDT)          | Commentatori                               | Pubblico |
| 1                 | 3 settembre 2000   | at Kansas City Chiefs   | V 27–14            | 1–0                | Arrowhead Stadium    | CBS 1:00 pm        | Verne Lundquist & Dan Dierdorf             | 78,357   |
| 2                 | 10 settembre 2000  | Oakland Raiders         | S 31–38            | 1–1                | RCA Dome             | CBS 1:00 pm        | Greg Gumbel & Todd Blackledge              | 56,769   |
| 3                 | Settimana di pausa | Settimana di pausa      | Settimana di pausa | Settimana di pausa | Settimana di pausa   | Settimana di pausa | Settimana di pausa                         |          |
| 4                 | September 25, 2000 | Jacksonville Jaguars    | V 43–14            | 2–1                | RCA Dome             | ABC 9:00 pm        | Al Michaels, Dan Fouts & Dennis Miller     | 56,816   |
| 5                 | 1º ottobre 2000    | at Buffalo Bills        | V 18–16            | 3–1                | Ralph Wilson Stadium | CBS 1:00 pm        | Gus Johnson & Brent Jones                  | 72,617   |
| 6                 | 8 ottobre 2000     | at New England Patriots | S 16–24            | 3–2                | Foxboro Stadium      | CBS 1:00 pm        | Kevin Harlan & Daryl Johnston              | 60,292   |
| 7                 | 15 ottobre 2000    | at Seattle Seahawks     | V 37–24            | 4–2                | Husky Stadium        | CBS 4:05 pm        | Kevin Harlan & Daryl Johnston              | 63,593   |
| 8                 | 22 ottobre 2000    | New England Patriots    | V 30–23            | 5–2                | RCA Dome             | CBS 1:00 pm        | Gus Johnson & Brent Jones                  | 56,828   |
| 9                 | 29 ottobre 2000    | Detroit Lions           | V 30–18            | 6–2                | RCA Dome             | FOX 1:00 pm        | Sam Rosen & Bill Maas                      | 56,971   |
| 10                | 5 novembre 2000    | at Chicago Bears        | S 24–27            | 6–3                | Soldier Field        | CBS 1:00 pm        | Ian Eagle & Mark May                       | 66,944   |
| 11                | 12 novembre 2000   | New York Jets           | V 23–15            | 7–3                | RCA Dome             | ESPN 8:30 pm       | Mike Patrick, Joe Theismann & Paul Maguire | 56,657   |
| 12                | 19 novembre 2000   | at Green Bay Packers    | S 24–26            | 7–4                | Lambeau Field        | CBS 1:00 pm        | Ian Eagle & Mark May                       | 59,869   |
| 13                | 26 novembre 2000   | Miami Dolphins          | S 14–17            | 7–5                | RCA Dome             | CBS 4:15 pm        | Greg Gumbel & Phil Simms                   | 56,935   |
| 14                | 3 dicembre 2000    | at New York Jets        | S 17–27            | 7–6                | The Meadowlands      | CBS 4:15 pm        | Greg Gumbel & Phil Simms                   | 78,138   |
| 15                | 11 dicembre 2000   | Buffalo Bills           | V 44–20            | 8–6                | RCA Dome             | ABC 9:00 pm        | Al Michaels, Dan Fouts & Dennis Miller     | 56,671   |
| 16                | 17 dicembre 2000   | at Miami Dolphins       | V 20–13            | 9–6                | Pro Player Stadium   | CBS 4:15 pm        | Greg Gumbel & Phil Simms                   | 73,884   |
| 17                | 24 dicembre 2000   | Minnesota Vikings       | V 31–10            | 10–6               | RCA Dome             | FOX 4:15 pm        | Pat Summerall & John Madden                | 56,672   |

### Playoff
| Playoff   |                  |                       |           |        |                    |          |
| Turno     | Data             | Avversario (seed)     | Risultato | Record | Stadio             | Pubblico |
| Wild Card | 30 dicembre 2000 | at Miami Dolphins (3) | S 17–23   | 0–1    | Pro Player Stadium | 73,193   |

## Classifiche
| AFC East               |    |    |   |      |     |     |     |
|                        | V  | S  | P | %    | PF  | PS  | STR |
| (3) Miami Dolphins     | 11 | 5  | 0 | .688 | 323 | 226 | V1  |
| (6) Indianapolis Colts | 10 | 6  | 0 | .625 | 429 | 326 | V3  |
| New York Jets          | 9  | 7  | 0 | .563 | 321 | 321 | S3  |
| Buffalo Bills          | 8  | 8  | 0 | .500 | 315 | 350 | V1  |
| New England Patriots   | 5  | 11 | 0 | .313 | 276 | 338 | S1  |